# Dennis Darling
Dennis Darling, né le 6 mai 1975 à Nassau, est un athlète bahaméen spécialiste du 400 mètres.

## Carrière

### En jeune
Dennis Darling participe aux championnats du monde junior à Lisbonne en juillet 1994. Il s'aligne naturellement sur 400 mètres mais ne parvient pas à s'extirper des séries avec un temps de 49 sec 58.

### Carrière professionnelle
Dès l'année suivante, il participe au championnats du monde de Göteborg avec le relais 4 x 400 mètres bahaméen. L'aventure s'arrête en demi-finale.
La fin des années 90 représente la meilleure période pour Dennis au niveau chronométrique avec notamment un chrono de 45 sec 82 sur 400 mètres sur un meeting de second plan à Houston. Ce sera son meilleur chrono en carrière sur la distance.

### Palmarès
| Date | Compétition           | Lieu    | Épreuve               | Résultat | Performance   |
| ---- | --------------------- | ------- | --------------------- | -------- | ------------- |
| 2003 | Championnats du monde | Paris   | Relais 4 × 400 mètres | 3e       | 3 min 00 s 53 |
| 2004 | Jeux olympiques       | Athènes | Relais 4 × 400 mètres | 6e       | 3 min 01 s 88 |

### Records
Légende : 
- i pour indoor
- o pour outdoor

| Épreuve      | Performance | Lieu           | Date            |
| ------------ | ----------- | -------------- | --------------- |
| 200 mètres i | 21 s 15     | Boston         | 27 janvier 2006 |
| 300 mètres o | 32 s 58     | Évry-Bondoufle | 17 août 2003    |
| 400 mètres i | 46 s 83     | Blacksburg     | 27 février 1999 |
| 400 mètres o | 45 s 83     | Freeport       | 21 juin 2003    |